# Cyril Ngonge
Cyril Ngonge (Ukkel, 26 mei 2000) is een Belgisch voetballer van Congolese afkomst die doorgaans als aanvaller speelt. Hij staat sinds 2024 onder contract bij het Italiaanse Napoli. Ngonge maakte in 2024 zijn debuut voor het Belgisch elftal.

## Carrière
Ngonge ruilde in 2014 de jeugdopleiding van RSC Anderlecht voor die van Club Brugge, waar hij in februari 2017 een profcontract tot 2019 ondertekende. Ngonge sloot in datzelfde jaar 2017 aan bij de beloften van Club Brugge. Op 2 december 2018 maakte hij zijn officiële debuut in het eerste elftal: in een competitiewedstrijd tegen Standard Luik viel hij na 20 minuten in voor Emmanuel Dennis.
Club Brugge verhuurde Ngonge in augustus 2019 voor een seizoen aan PSV, waar hij aansloot bij de selectie van Jong PSV. In augustus 2020 nam RKC Waalwijk hem over en medio 2021 stapte hij vervolgens over naar FC Groningen. In een wedstrijd tegen AZ, op 24 oktober 2021, maakte Ngonge een bijzonder doelpunt via een scorpion kick: hij tikte de bal, na een voorzet, met zijn hak in het doel.
Ngonge had de reputatie een moeilijke jongen te zijn waardoor hij in het najaar van 2022 zonder club zat. In januari 2023 kreeg het woelwater toch een contract bij het Italiaanse Hellas Verona, waar het talent van de Belgische aanvaller helemaal ontbolsterte met 11 goals in 34 competitiewedstrijden van de Serie A. Hij trok de aandacht van verscheidene grote clubs zoals Aston Villa en vertrok in januari 2024 uiteindelijk naar de Italiaanse topclub SSC Napoli, dat een transfersom van zo'n 18 miljoen euro betaalde. Ngonge kreeg er een contract van 4,5 jaar.

## Clubstatistieken
| Seizoen | Club          | Competitie     | Competitie | Competitie | Beker | Beker | Europees | Europees | Overige 1 | Overige 1 | Totaal | Totaal |
| Seizoen | Club          | Competitie     | Wed.       | Dlp.       | Wed.  | Dlp.  | Wed.     | Dlp.     | Wed.      | Dlp.      | Wed.   | Dlp.   |
| ------- | ------------- | -------------- | ---------- | ---------- | ----- | ----- | -------- | -------- | --------- | --------- | ------ | ------ |
| 2018/19 | Club Brugge   | Eerste klasse  | 3          | 0          | 0     | 0     | 1        | 0        | 1         | 0         | 5      | 0      |
| 2019/20 | → Jong PSV    | Eerste divisie | 22         | 7          | 0     | 0     | –        | –        | 0         | 0         | 22     | 7      |
| 2020/21 | RKC Waalwijk  | Eredivisie     | 20         | 5          | 1     | 0     | -        | -        | -         | -         | 21     | 5      |
| 2021/22 | FC Groningen  | Eredivisie     | 31         | 7          | 3     | 1     | -        | -        | -         | -         | 34     | 8      |
| 2022/23 | FC Groningen  | Eredivisie     | 11         | 3          | 1     | 0     | -        | -        | -         | -         | 12     | 3      |
| 2022/23 | Hellas Verona | Serie A        | 14         | 3          | 0     | 0     | 0        | 0        | 1         | 2         | 15     | 3      |
| 2023/24 | Hellas Verona | Serie A        | 19         | 6          | 2     | 0     | 0        | 0        | 0         | 0         | 21     | 6      |
| 2023/24 | SSC Napoli    | Serie A        | 13         | 1          | 0     | 0     | 1        | 0        | 0         | 0         | 14     | 1      |
| 2024/25 | SSC Napoli    | Serie A        | 3          | 0          | 2     | 2     | 0        | 0        | 0         | 0         | 5      | 2      |
| TOTAAL  | TOTAAL        | TOTAAL         | 136        | 32         | 9     | 3     | 2        | 0        | 1         | 0         | 148    | 35     |

## Interlandcarrière

### Jeugdelftallen
Ngonge maakte deel uit van verschillende Belgische nationale jeugdselecties.

### Rode Duivels
Op 4 oktober 2024 werd Ngonge door bondscoach Domenico Tedesco voor het eerst geselecteerd voor de Rode Duivels voor de UEFA Nations League-wedstrijden tegen Italië en Frankrijk. Hij was naast Malick Fofana, Matte Smets en Maarten Vandevoordt een van de vier nieuwe gezichten.
Op 10 oktober 2024 maakte Ngonge zijn debuut in de UEFA Nations League in en tegen Italië voor de Rode Duivels. Hij mocht in minuut 87 invallen voor Loïs Openda. De wedstrijd eindigde op 2-2. Ook spits Malick Fofana maakte zijn debuut voor de Rode Duivels in deze wedstrijd.

## Interlands
| Interlands van Cyril Ngonge voor België | Interlands van Cyril Ngonge voor België | Interlands van Cyril Ngonge voor België | Interlands van Cyril Ngonge voor België | Interlands van Cyril Ngonge voor België | Interlands van Cyril Ngonge voor België |
| No.                                     | Datum                                   | Wedstrijd                               | Uitslag                                 | Soort Wedstrijd                         | Doelpunten                              |
| Als speler van SSC Napoli               | Als speler van SSC Napoli               | Als speler van SSC Napoli               | Als speler van SSC Napoli               | Als speler van SSC Napoli               | Als speler van SSC Napoli               |
| --------------------------------------- | --------------------------------------- | --------------------------------------- | --------------------------------------- | --------------------------------------- | --------------------------------------- |
| 1.                                      | 10 oktober 2024                         | Italië – België                         | 2 – 2                                   | UEFA Nations League 2024/25             | -                                       |
| Totaal                                  | Totaal                                  | Totaal                                  | Totaal                                  | Totaal                                  | 0                                       |

Bijgewerkt t/m 10 oktober 2024.

## Privé
- Ngonge is een zoon van voormalig voetballer Michel Ngonge.